# Magic Town
Magic Town (en España, Ciudad mágica) es una película estadounidense de 1947, del género comedia romántica, dirigida por William A. Wellman y protagonizada por James Stewart y Jane Wyman.

## Argumento
Rip Smith dirige una empresa dedicada a los sondeos de opinión que busca con ahínco su “milagro estadístico”, una pequeña ciudad cuya opinión refleje la del resto de Estados Unidos. Cuando parece haberla encontrado, Rip desembarca en la ciudad con su personal en el más estricto anonimato, pero enseguida chocará con la redactora jefe del diario local, Mary Peterman.

## Reparto
- James Stewart: Rip Smith
- Jane Wyman: Mary Peterman
- Kent Smith: Hoopendecker
- Ned Sparks: Ike
- Wallace Ford: Lou Dicketts
- Regis Toomey: Ed Weaver
- Ann Doran: Mrs Weaver
- Donald Meek: Mr Twiddle
- E. J. Ballantine: Moody
- Ann Shoemaker: Ma Peterman
- Howard Freeman: Nickleby
- George Irving: Senador Wilton